# Chiesa di San Castore (Karden)
La chiesa di San Castore è una delle chiese di Karden, città ove si presume sia morto nel V secolo San Castore. Essa è anche nota come "Duomo della Mosella". Un museo, presso l'edificio religioso ricorda il passato della località.
La chiesa conserva una piccola parte delle reliquie di san Castore, esposte alla venerazione in un'apposita teca. Si tratta di una preziosa teca in legno e vetro il cui contenuto tuttavia risultava scomparso dal XVIII secolo. In essa, all'inizio del XIX secolo, sono state ritraslate alcune parti delle reliquie del santo, che nel IX secolo erano state trasferite a Coblenza dal vescovo di Treviri Hetto.